# The Hound of the Baskervilles (pel·lícula de 1932)
The Hound of the Baskervilles és una pel·lícula britànica de misteri de 1932 dirigida per Gareth Gundrey i protagonitzada per John Stuart, Robert Rendel i Frederick Lloyd. Es basa en la novel·la de 1902 El gos dels Baskerville d'Arthur Conan Doyle, en la qual Sherlock Holmes és cridat per investigar una mort sospitosa a Dartmoor. Va ser feta per Gainsborough Pictures, amb guió d'Edgar Wallace.

## Argument
Corre el rumor que als pantans de Dartmoor s'escolta un udol bestial i que un gos infernal mata cadascun dels membres de la família Baskerville. Sherlock Holmes i el seu ajudant el Dr. Watson hi van per investigar-ho i descobreixen que al darrere d'aquest misteri hi ha un granjer de la zona que fa servir un gos fosforescent per assassinar els hereus i poder obtenir l'herència.

## Repartiment
- John Stuart com a Sir Henry Baskerville
- Robert Rendel com a Sherlock Holmes
- Frederick Lloyd com a Dr. Watson
- Heather Angel com a Beryl Stapleton
- Reginald Bach com a Stapleton
- Wilfred Shine com a Dr. Mortimer
- Sam Livesey com a Sir Hugo Baskerville
- Henry Hallett com a Barrymore
- Sybil Jane com a Mrs. Barrymore
- Elizabeth Vaughan com a Mrs. Laura Lyons

## Producció
La primera versió sonora d'El gos dels Baskerville va tenir un pressupost de 25.000 £ (equivalent a 1.800.000 £ el 2021).
El 28 de febrer de 1931 l'estació de ferrocarril de Lustleigh, a l'aleshores Great Western Railway, es va utilitzar com a ubicació de l'estació de 'Baskerville' a la qual es veu arribar Sherlock Holmes i el Dr. Watson.
Durant molts anys, es va creure que només el negatiu de la pel·lícula (sense so) d'aquesta pel·lícula encara existia; tanmateix, l'any 1991, Rank Corporation va donar un conjunt complet de negatius i bandes sonores al British Film Institute (BFI). Com a tal, la pel·lícula ara sobreviu intacte (i amb so) als arxius de BFI.

## Recepció
Les crítiques contemporànies han trobat mancances a la pel·lícula. Bioscope va afirmar: "És en el diàleg d'Edgar Wallace més que en l'acció sostinguda on el productor confia per mantenir la seva audiència, i el desenvolupament es fa tediós en l'intent de reunir les diferents fases del misteri". Picturegoer va dir: "Aquesta pel·lícula no fa justícia a l'emocionant història de Sherlock Holmes de Conan Doyle."